# Derny
Een derny is een historische Franse lichte motorfiets. Hij werd zo beroemd als lichte gangmaakmotor bij het stayeren, dat de merknaam later voor alle lichte gangmaakmotoren werd gebruikt.
De bedrijfsnaam was: Ets. Derny, Vichy. De productie van lichte motorfietsjes en gangmaakmotoren liep van 1938 tot 1958.
De firma Derny was eigendom van Roger Derny en zonen. De naam is vooral bekend van de lichte (100 cc) tweetaktmotoren die als gangmaakmotor bij het wielrennen op de baan en op de weg worden gebruikt. Ze werden geïntroduceerd in 1938 en waren bestemd voor de wegwedstrijd Bordeaux-Parijs. De motor kwam van Zürcher. Daarnaast bouwde Derny 173cc-scooters en motorfietsen van 123 tot 173 cc, met blokjes van AMC, Zürcher, SER en VAP.
De Derny-gangmaakmotoren werden, hoewel het bedrijf in 1958 failliet was gegaan, gebruikt tot 1974. Een bijzondere wegmachine was de 125 cc Taon uit 1957, die was ontworpen door Roger Tallon. Tallon had zijn sporen al verdiend bij General Motors en was ook de ontwerper van Lip-horloges en de TGV. Derny bouwde ook een versie van een machine die Cyclorex heette. Dit is een soort voorloper van een fiets met trapondersteuning uit eind jaren vijftig met een verbrandingsmotor waarvan maar heel weinig bekend is.